# Peter Weber
Peter Weber (Finsterwalde, 22 dicembre 1938 – Berlino, 17 maggio 2024) è stato un ginnasta tedesco.

## Palmarès

### Olimpiadi
- 2 medaglie:
  - 2 bronzi (Tokyo 1964 a squadre[2]; Città del Messico 1968 a squadre[3])

### Mondiali
- 1 medaglia:
  - 1 bronzo (Dortmund 1966 a squadre[3])